# ME Gépészmérnöki és Informatikai Kar
A Miskolci Egyetem Gépészmérnöki és Informatikai Kar egyike a három legrégebbi karnak Miskolcon.

## Története
Egy második műszaki egyetem létrehozásának a gondolata már az első világháború előtt felvetődött, de nem jutott el a megvalósításig egészen 1949-ig. Akkor megérett a helyzet, és úgy alakultak a körülmények, hogy Miskolcon egy új műszaki egyetem létrehozására kerülhetett sor. Sopronból idekerült a bányamérnöki és kohómérnöki képzés, és létrehozták a Gépészmérnöki Kart, mint új kart, az országban másodikként.
Kezdetben mozitermekben folytak az előadások, így az első évtized azzal telt el, hogy semmiből kellett egy egyetemvárost építeni, egy új kar oktató kollektíváját létrehozni.
Az észak-magyarországi régió a nehézipar fellegvára volt, így a gépészmérnök-képzést is ilyen irányban kellett orientálni. Kezdetben a gépgyártó, később a gépgyártástechnológiai szakon folyt a képzés. Az 1956-os forradalom idején példás volt a Kar, az Egyetem oktatóinak, hallgatóinak a helytállása. Szép számmal voltak olyanok, akikre ezen helytállásért börtön várt, sokan kényszerültek külföldre, csökkent az oktatók és a hallgatók létszáma.
Az 1960-as évek közepétől – valós, vagy vélt társadalmi igényként – új speciális szakok fogadták a tanulni vágyó hallgatókat. Ilyen új szakként jelent meg a vegyipari gépész szak, a szilikátipari gépész ágazat, a szerszámgéptervező, az általános gépész szak, az alkalmazott mechanikai ágazat, valamint a rendszerszervező ágazat, a termelési rendszer, illetve a szakfordítói szakok. Már az 1960-as évek végén és az 1970-es évek elején folyamatosan kiépült a szakmérnök-képzés (például elsők között a hegesztő szakmérnök, illetve a gépipari gazdasági szakmérnök) és megindult a tanfolyamrendszerű mérnöktovábbképzés.
Az 1970-es évek végén és az 1980-as évek elején megindult a végzős középiskolások körében a mérnöki pálya iránti érdeklődés csökkenése. A Karnak is új stratégiát kellett kialakítani. Ennek első lényeges mozzanata volt egy új, rugalmasabb, a nehézipari orientáltságot és a szakok, ágazatok akkori szétaprózottságát megszüntető moduláris felépítésű képzés kialakítása. Ennek eredményeként biztosítható volt továbbra is hat féléven át egy erős alap-, alapozó gépészmérnök-képzés. A választott szakirányok segítségével egy-egy szűkebb, az ipar, a gazdaság igényéhez rugalmasan alkalmazkodó szakterületen elmélyülve elsajátíthatóvá váltak a mérnöki munka módszerei, begyakorolhatóvá és alkalmazhatóvá váltak az alap-, alapozó képzésben tanultak. Mindezek biztosították a rugalmasságot a képzésben, választhatóságot a hallgatóknak, konvertálható tudást és a választott szűkebb területen közvetlenül felhasználható ismereteket adtak.
Ez időben előtérbe került és egyre fontosabb szerepet kapott a Kar és a tanszékek életében az ipar részére végzett kutatás és fejlesztés, a tudományos kutatómunka.
Az 1980-as években megindult az Egyetemen az Universitas kialakulása, amely során sorrendben a jogász-, közgazdász- és bölcsészképzés is megindult, új karok alakultak. Mindezek az országban egyedülálló lehetőségeket adtak a Gépészmérnöki Karon folyó képzés sokoldalúbbá tételéhez. Az évtized végén történt meg a Kazincbarcikán működő Vegyipari Automatizálási Főiskolai Karnak a Gépészmérnöki Karba való integrációja, amely újabb kedvező folyamatok elindulásának kezdetét is jelentette.
Az 1980-as évek végén és az 1990-es évek elején – figyelembe véve a megváltozott társadalmi igényeket – a Kar tovább folytatta a gépészmérnök-képzéshez jól illeszkedő új szakok kialakítását. Így a gépészmérnöki szak mellett először a műszaki informatikai, majd később a műszaki menedzser szakon indult meg a képzés. Az egyetemi szintű képzés mellett főiskolai szinten is megkezdődött az oktatás, először gépészmérnöki, majd villamosmérnöki szakon.
Mindazok az erőfeszítések, amelyeket a szakirányú képzés bevezetése, az új szakok kialakítása kívánt meg, meghozták az eredményeket. Fokozatosan növekedett a Kar egyes szakjai iránti érdeklődés, növekedett a hallgatói létszám.
Ebben az időszakban jelentős változást jelentett az oktatási és kutatási – hazai és külföldi – pályázati rendszer elterjedése, amely jelentős mértékben hozzájárult az oktatás fejlesztéséhez, újszerű – főleg nemzetközi kutatási projektek által igényelt – kutatási módszerek kialakításához. Mindezek csökkentették azt a negatív hatást, amelyet a hazai ipar kilencvenes évek eleji leépülése következtében a kutatási és fejlesztési megbízások drasztikus csökkenése idézett elő.
Ugyancsak jellemző ezekre az évekre a nemzetközi kapcsolatok rendkívüli mértékű kiszélesedése. Igaz, hogy már a hatvanas években voltak a Karnak nemzetközi kapcsolatai. Azonban ezek szinte kizárólag a környező szocialista országokra terjedtek ki. Az 1980-as évek vége felé már megindult a nyugati egyetemekkel való együttműködés. Az 1990-es évek elején robbanásszerűen bővültek a külföldi kapcsolatok. Fokozatosan majdnem minden európai országában működő egyetemmel kialakult Kari vagy tanszéki kapcsolat, de amerikai, Japán, egyiptomi, kanadai és ausztráliai egyetemek is szerepelnek az együttműködők listáján. Jelentős számú vendégoktató jött a Karra, és sokan mentek hosszabb-rövidebb időszakra külföldi egyetemekre oktatni, kutatni. Legjelentősebb mégis a külföldi részképzések beindulása, vagyis amikor egy-két félévet, diplomatervezést, nyári gyakorlatot külföldön végeznek a hallgatóik.
A Kar életében is jelentős problémát és gondot jelentett az ún. Bokros-csomag végrehajtása, aminek következtében a Kar oktatói és kutatói létszáma 25%-kal, a kisegítő személyzet létszáma 30%-kal csökkent, miközben évről évre növekedett a hallgatói létszám. A megnövekedett igények eredményeként a főiskolai szakokon és a főiskolát végzettek részére egyetemi szintű kiegészítő képzésnél bevezetésre került a levelező (hétvégi) képzés is.
Újraépültek és átalakultak az ipari és gazdasági kapcsolatok. Kezdetben az átalakuló hazai gazdaság csak kereskedő, üzletkötő és menedzser mérnököket igényelt nagyobb számban, de ma már jelentős igény mutatkozik a tervező, fejlesztő, alkotó mérnöki munka iránt is. A multinacionális cégek megismerik a hallgatók felkészültségét, kreativitását, megbízhatóságát, ezek után egyre nagyobb feladatokra kaphatnak megbízást. Az ipar, a gazdaság egyre több kutatási-fejlesztési megbízást ad a tanszékeknek.
A Gépészmérnöki Kar történetében az oktatói és dolgozói kollektíva minden időszakban való példás helytállása, az oktatói és hallgatói kapcsolatok mintaszerű működése, az egyetemváros életében jelentős szerepet játszó selmeci, soproni és miskolci diákhagyományok meghatározó szerepet játszottak. Mindezek csak úgy alakulhattak ki, hogy a Kar életében az alapítás időszakában és a következő, ugyancsak nem könnyű években olyan kiemelkedő professzorok kaptak és vállaltak vezető, esetenként iskolateremtő szerepet, mint Bálint Lajos, Borbély Samu, Czibere Tibor, Gáspár Gyula, Kordoss József, Kozák Imre, Lancsalics Lajos, Lévai Imre, Páczelt István, Petrich Géza, Sályi István, Susánszky János, Szabó János, Tajnafői József, Terplán Zénó, Vankó Richárd és Zorkóczy Béla.

## Bolognai rendszerben

### Oktatott szakok
- Energetikai mérnök alapszak
- Gazdaságinformatikus alapszak
- Gépészmérnöki alapszak
- Ipari termék- és formatervező mérnök alapszak
- Mechatronikai mérnök alapszak
- Mérnök informatikus alapszak
- Műszaki menedzser alapszak
- Programtervező informatikus alapszak
- Villamosmérnöki alapszak

#### Felsőfokú szakképzés
- gépipari mérnökasszisztens